# Плавунчик плаваючий

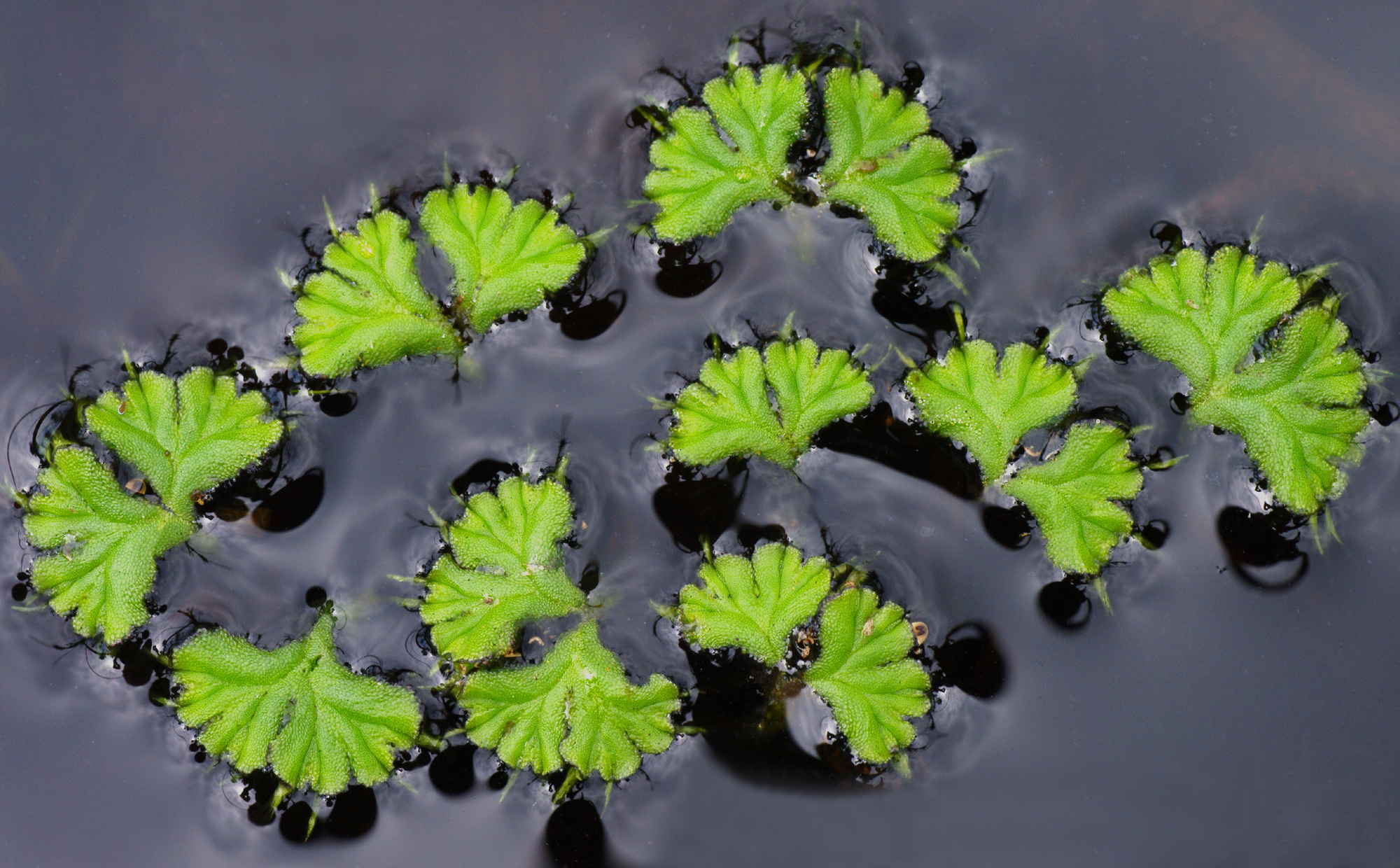
Водяна форма

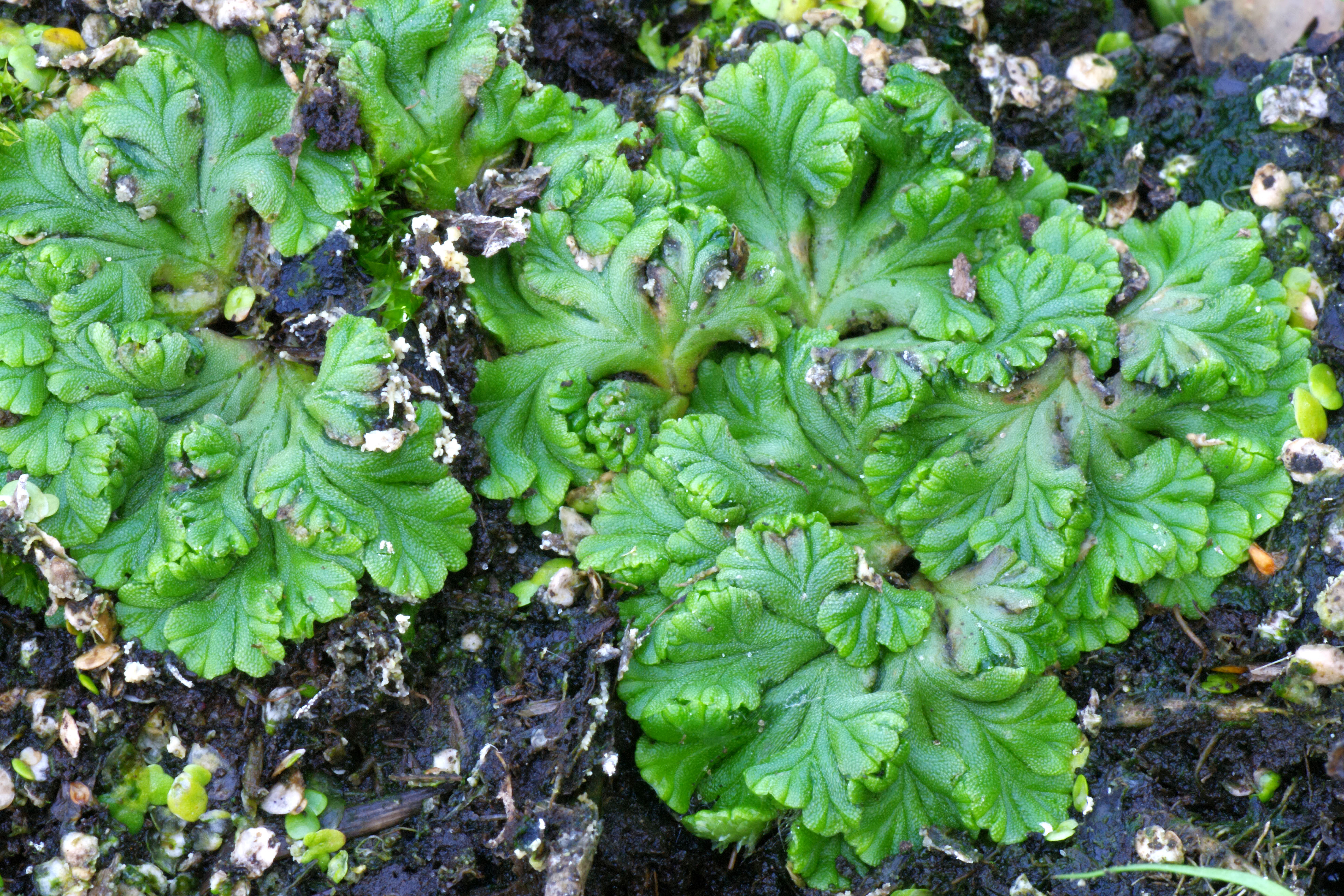
Наземна форма

Плавунчик плаваючий або річієкарп плавучий (Ricciocarpos natans) — вид маршанцієвих печіночників родини річієвих (Ricciaceae). Вид утворює монотиповий рід — річієкарп (Ricciocarpos). Поширений майже по всій земній кулі. В Україні трапляється спорадично у західних, центральних та північних областях. Бувають водяні і наземні форми.

## Опис
Рослина утворює дихотомічно розгалужену темно-зелену слань 5-10 см завдовжки і має вигляд піврозеток, що плавають на поверхні води. Лопаті слані серцеподібні. При поперечному розрізі видно, що майже вся слань утворена повітряними камерами, які перекривають одна одну. Повітряні камери з одношаровими перегородками відкриваються невеликими продихами, оточеними 6-8 клітинами. На нижньому боці слані видно довгі лінійні буро-зелені або фіолетові амфігастрії з зубчастим краєм у водяних форм. У наземних форм черевні луски дрібні, з'являються ризоїди.

## Розмноження
Річієкарп добре розмножується вегетативним шляхом — частинами слані. Статевим шляхом (при допомозі спор) розмножуються лише наземні форми.